# سفارة ألمانيا لدى البحرين
سفارة ألمانيا لدى البحرين هي البعثة الدبلوماسية لجمهورية ألمانيا الاتحادية لدى مملكة البحرين، وتقع بالعاصمة المنامة.